# Plită

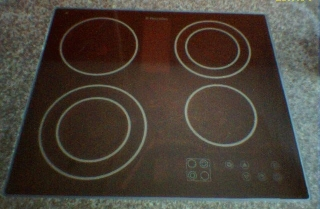
O plită electrică

O plită este formată din una sau două plăci de fontă cu ochiuri întâlnite la sobe de gătit. Plitele mai pot fi electrice, acestea găsindu-se pe partea superioară a unui aragaz.
Plitele pentru gătit folosesc energia termică dată de combustia gazului sau de electricitate pentru a încălzi și prepara alimentele. Primele plite pentru gătit au fost atestate în Alsacia în 1490. Soba era realizată în întregime din cărămidă. Primele plite din metal apar în secolul XVIII în Germania, apoi se răspândesc în Occident, unul dintre inventatorii primelor modele de plite de metal fiind Benjamin Franklin. 
Prima plită care funcționa pe bază de gaz a fost inventată de britanicul James Sharp, însă produsul cu cel mai mare succes în secolul XIX a fost plita pe bază de cărbuni produsă în 1833 de către Jordan Mott. Plita electrica a apărut de asemenea încă din secolul XIX, în 1891 compania Carpenter Electric Heating Manufacturic a patentat prima plită electrică. Până în anii 1920, majoritatea gospodăriilor americane erau dotate cu aragaze care funcționau pe bază de gaz și aveau încorporate cuptoare. 
Plitele moderne de gătit funcționează fie pe bază de gaz, fie sunt plite electrice. De asemenea, în ultimii ani s-au dezvoltat aparate moderne precum plitele și cuptoarele incorporabile care sunt încastrate în mobila de bucătărie.